# Injecció (medicina)

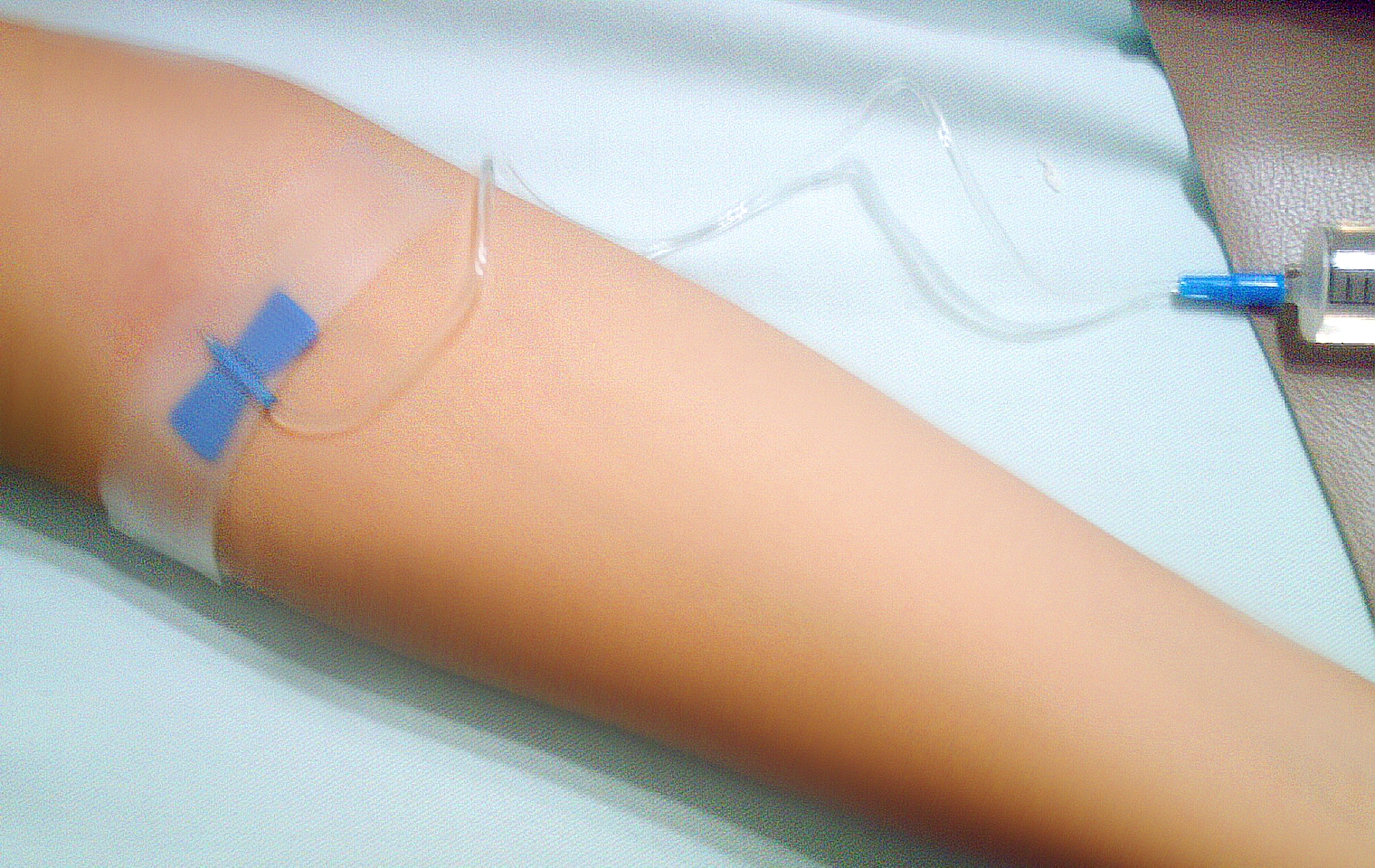
Injecció de solució salina intravenosa.

Una injecció en medicina és la introducció de medicament o productes biològics al lloc d'acció mitjançant la punció a pressió en diferents teixits corporals mitjançant una xeringa i una agulla hipodèrmica o d'injecció.

## Xeringues i agulles
Les Xeringues són en l'actualitat de plàstic, venen envasades en una bossa de silicona hermètica, són estèrils i s'utilitzen una sola vegada, a fi d'evitar riscos d'infeccions entre diversos pacients. Existeixen diverses mides de xeringues. Des de les més petites, amb capacitat d'un mil·lilitre o centímetre cúbic, que s'utilitzen sobretot per a l'administració d'insulina a pacients diabètics, fins a les més grans, amb capacitat de 20 mil·lilitres. Les més usuals són les de 3 i de 5 mil·lilitres.
Les agulles tenen un tub de metall i un adaptador de plàstic. Mitjançant aquest adaptador es fixa l'agulla a l'extrem inferior de la xeringa. Igual que les xeringues, les agulles també es subministren envasades individualment i estèrils, i s'utilitzen una sola vegada per evitar infeccions. Les agulles es fabriquen en diverses mides, les quals s'utilitzen segons la forma d'injecció.
Les injeccions són sempre hipodèrmiques, és a dir, que el líquid s'introdueix dessota la pell. Tanmateix, recentment s'ha proposat el desenvolupament de «nano-pegats» com a alternativa a les injeccions tradicionals. Els nano-pegats introduirien en la pell (i no dessota d'ella) la substància activa d'una manera indolora, segura i, en el cas de les vacunes, més eficient.

## Tipus d'injecció
Hi ha quatre formes d'injeccions: intravenosa, intramuscular, subcutània i intradèrmica

### Injecció intravenosa
En la injecció intravenosa o endovenosa s'introdueix l'agulla a través de la pell en una vena. El líquid entra per tant en el sistema sanguini i es distribueix ràpidament por tot el cos.

### Injecció intramuscular
En la injecció intramuscular l'agulla penetra en un teixit muscular, depositant el líquid en aquest lloc. Des d'allà el cos el va absorbint lentament a través dels vasos sanguinis capil·lars.

### Injecció subcutània
En la injecció subcutània l'agulla penetra molt poc espai per dessota la pell, l'angle d'injecció respecte a la pell ha de ser de 90 graus o 45°, el líquid es diposita en aquesta zona, des d'on és igualment absorbida de forma lenta por tot l'organisme.

### Injecció intradèrmica
En la injecció intradèrmica l'agulla penetra només a la pell (dermis) en un angle de 15º paral·lel a l'eix longitudinal de l'avantbraç. La injecció ha de ser lenta i, si és correcta, apareixerà una petita pàpula en el punt d'injecció que desapareix espontàniament en 10 - 30 minuts. El producte biològic serà absorbit de forma lenta i local.

### Altres tipus menys habituals
- intraarterial, a una artèria
- intracardíaca, al cor
- intraòssia, en un os
- intratecal, en el canal de la columna vertebral
- intraperitoneal, en el peritoneu
- intravesical, a la bufeta urinària

## Agulla hipodèrmica
Fou inventada en 1853 per Alexander Wood, metge d'Edimburg, la seva esposa patia un càncer incurable, precisament per a injectar-li morfina. Fou la primera persona a rebre aquesta droga per aquesta via i la primera a adquirir l'hàbit de l'agulla.
L'invent fou possible gràcies al fet que l'irlandès Francis Rynd (1811-1861) havia inventat l'«agulla buida» en 1844.
Però qui verdaderament popularitzà el mètode fou el metge francès Charles Gabriel Pravaz (1791-1855), que dissenyà una xeringa, precursora de les actuals, però amb pistó el mateix any que Wood.
Més tard, Williams Fergusson (1808-1873) la simplificà i llavors el fabricant Luer la industrialitzà amb una forma similar a les utilitzades en l'actualitat.
El concepte era conegut des de l'antiguitat, ja Galeno utilitzà i descrigué mètodes d'injecció; tanmateix les injeccions aprofitaven incisions o es practicaven, la invenció de l'agulla hipodèrmica fou, per tant, un gran avanç.